# Partito Tedesco
Il Partito Tedesco (in tedesco: Deutsche Partei - DP) fu un partito politico di orientamento conservatore nazionale operativo in Germania, soprattutto in Bassa Sassonia, dal 1947 al 1961.

## Storia
Si affermò come prosecutore del Partito dello Stato della Bassa Sassonia (Niedersächsische Landespartei), nato nel 1945 ed erede, a sua volta, del Partito Tedesco di Hannover.
In occasione delle elezioni federali del 1949 ottenne 17 seggi al Bundestag ed entrò a far parte dei governi guidati da Konrad Adenauer, nell'ambito di una maggioranza parlamentare con CDU, CSU e FDP.
Rientrato al Bundestag nel 1953 e nel 1957, nel 1960 dovette affrontare una grave scissione interna, in seguito alla quale una parte consistente del DP lasciò il partito alla volta della CDU.
Nel 1961 DP si fuse col Blocco Pangermanico (il nome completo era Blocco Pangermanico/Lega degli Espulsi dalla Patria e Privati dei Diritti; in tedesco, Gesamtdeutscher Block/Bund der Heimatvertriebenen und Entrechteten - GB/BHE), gruppo neo-nazista fondato nel 1950 da Waldemar Kraft (col nome di Block der Heimatvertriebenen und Entrechteten, trad. «Blocco degli espulsi dalla patria e privati dei diritti»): nacque così il Partito Pangermanico (Gesamtdeutsche Partei - GDP, dal 1965 Gesamtdeutsche Partei Deutschlands). La nuova formazione non ottenne alcuna rappresentanza alle elezioni del 1961 e rimase ai margini del panorama politico, sciogliendosi definitivamente nel 1980; alcuni esponenti aderiranno invece al Partito Nazionaldemocratico di Germania.

## Risultati
| Elezione                         | Voti                        | %                           | Seggi                       |
| Partito Tedesco (1947-1961)      | Partito Tedesco (1947-1961) | Partito Tedesco (1947-1961) | Partito Tedesco (1947-1961) |
| -------------------------------- | --------------------------- | --------------------------- | --------------------------- |
| Federali 1949                    | 939.934                     | 3,96                        | 17 / 402                    |
| Federali 1953                    | 896.128                     | 3,25                        | 15 / 509                    |
| Federali 1957                    | 1.007.282                   | 3,37                        | 17 / 519                    |
| Partito Pangermanico (1961-1980) |                             |                             |                             |
| Federali 1961                    | 870.756                     | 2,76                        | 0 / 521                     |
| Federali 1969                    | 45.401                      | 0,14                        | 0 / 518                     |